# Truncaria
Truncaria is een geslacht van weekdieren uit de klasse van de Gastropoda (slakken).

## Soorten
- Truncaria filosa (A. Adams & Reeve, 1850)
- Truncaria lindae (Petuch, 1987)